# Ramon Fernandez (basketballer)
Ramon "Mon" Fernandez (Maasin, 3 oktober 1953) is een voormalig Filipijns basketbalspeler. Fernandez wordt beschouwd als een van de beste en meest veelzijdige Filipijnse spelers ooit, die meer dan twintig jaar in de top van het Filipijnse basketbal speelde. Hij is de speler met de meest gemaakte punten, de meeste rebounds en meeste geblokte schoten aller tijden in de Filipijnse professionele basketbalcompetitie, de PBA. Fernandez won 19 van de 33 finales waarin hij meespeelde. Hij heeft daarmee het record van de meest gewonnen PBA-kampioenschappen in zijn bezit en is tevens een van de slechts twee spelers die viermaal tot Most Valuable Player van de PBA werd uitgeroepen.

## Carrière
Fernandez speelde collegebasketbal voor de University of San Carlos. Ook maakte hij deel uit van het Filipijns nationaal basketbalteam op de Aziatische jeugdkampioenschappen van 1972 in Manilla en won met het nationaal team het Aziatisch kampioenschap basketbal van 1973.
In 1975 werd Fernandez prof toen hij in het eerste jaar na de oprichting van de PBA ging spelen bij de Toyota Super Corollas. Hij speelde met spelers als Robert Jaworski en Abe King in een team dat in de periode dat Fernandez er speelde negen PBA-titels won. Toen Toyota aan het einde van het seizoen 1983 werd opgeheven, speelde hij vanaf het seizoen 1984 tot halverwege het seizoen 1985 voor Beer Hausen, waarna hij overstapte naar de Tanduay Rhum Masters. Met Tanduay won hij opnieuw drie kampioenschappen. Nadat dat team  werd opgeheven aan het einde van het seizoen 1988, werden de francise-rechten opgekocht door de Purefoods Corporation. Fernandez werd playing-coach voor de Purefoods Hotdogs. Hij leidde Purefoods naar een finaleplek in de Open Conference. In de daaropvolgende All-Filipino Conference droeg hij zijn coaching taken over aan zijn assistent. Purefoods bereikte opnieuw de finale, maar verloor deze van de Añejo Rum 65ers. Een controversiële wissel in de finale deed hem besluitend per direct over te stappen naar San Miguel Beermen. Met San Miguel won hij vanaf 1988 tot zijn laatste seizoen nog tien PBA-kampioenschappen. Na het seizoen 1994 zag Fernandez zich gedwongen te stoppen wegens blessures.
In 20 seizoenen PBA maakte hij 18.996 punten en hij staat daarmee 1e op lijst van PBA-spelers met meeste punten aller tijden. Hij bereikte 33 maal de finale van een PBA-kampioenschap. Hij won 19 kampioenschappen en is daarmee de speler met de meeste kampioenschappen uit de geschiedenis van de PBA. Fernandez werd dertien keer gekozen in het Mythical Team van de PBA. De laatste keer in 1992. In 2000 werd Fernandez onderscheiden met de PBA 25 Greatest Players Award.
Na zijn actieve sportcarrière deed hij bij de verkiezingen van 1995 namens de Nationalist People's Coalition een gooi naar een zetel in de Filipijnse Senaat. Hij behaalde ruim 3,5 miljoen stemmen en eindigde daarmee op een 18e positie, onvoldoende voor een van de twaalf beschikbare zetels. In 1998 werd Fernandez benoemd tot eerste Commissioner van de nieuwe basketbalcompetitie MBA. De MBA werd in 2002 weer opgeheven. Later was hij in 2003 Commissioner van de Philippine Collegiate Champions League, een competitie voor Filipijnse Colleges en in 2004 was hij Commissioner voor United Regional Basketball League, een regionale competitie die slechts een jaar bestond.
Rond die tijd begon Fernandez samen met zijn vrouw Karla ook een eigen bedrijfje. Ze begonnen met het produceren van hun eigen azijnmerk. Wat begon als een hobbyproject groeide hij tot iets groters. In 2008 sloten Fernandez en zijn vrouw een deal met Profood International Corporation, die daarmee de exclusieve producent en distributeur werd van de azijn. In eerste instantie werd de azijn verkocht onder de naam Suka ni Tisoy, later werd dit gewijzigd naar Suka ni El Presidente, gebruikmakend van zijn bijnaam waaronder hij bekend werd gedurende zijn PBA-carrière.